# Parti du mandat national
Pour les articles homonymes, voir PAN.
Le Parti du mandat national (en indonésien : Partai Amanat Nasional) ou PAN a été fondé en 1998. L'idée de sa création est née le 14 mai 1998, lorsque l'armée, lors d'une fusillade à l'université privée catholique Tri Sakti à Jakarta, capitale de l'Indonésie, tue quatre étudiants. Cet incident déclenchera des émeutes qui pousseront le président Soeharto à démissionner une semaine plus tard.
Le jour de la fusillade, un groupe de 50 personnalités de la mouvance démocratique indonésienne publie une déclaration appelant à la création d'un parti qui défende les principes de la souveraineté populaire, de la justice, du progrès, fondée sur la morale religieuse, l'humanisme et le pluralisme. Le PAN se veut non-sectaire et non-discriminatif.
Parmi les fondateurs du PAN, on trouve Amien Rais, ancien dirigeant de la grande organisation socio-culturelle musulmane Muhammadiyah, le journaliste Goenawan Mohammad, l'économiste Rizal Ramli, l'avocat Albert Hasibuan, la philosophe Toety Heraty, l'ancien ministre de l'Environnement Emil Salim, l'économiste Faisal Basri. 
Dans l'idée de construire une Indonésie nouvelle, PAN a lancé une discussion sur l'idée d'un État fédéral en Indonésie. Sous Soeharto, bien des violations des droits de l'Homme ont en effet été perpétrées au nom de la défense de l'État unitaire, notamment en Aceh, en Nouvelle-Guinée occidentale (aujourd'hui divisé entre les provinces de Papouasie occidentale et Papouasie) et à Timor oriental (alors encore occupé par l'Indonésie). Pour le PAN, la fédération était une solution pour éviter la désintégration de l'Indonésie. Le thème fondamental, pour le PAN, était alors une juste exploitation des ressources des régions qui profite à l'ensemble de la nation.
Aux élections parlementaires de 2004, le PAN a obtenu 6,4 % des voix, ce qui en fait le 7e parti indonésien. Au premier tour de l'élection présidentielle, le parti a présenté Amien Rais, qui a obtenu 15 % des voix et est arrivé 4e.